# Kaj Johansen (fodboldspiller)
 Der er flere personer med dette navn, se Kaj Johansen.
Kaj Johansen (født 11. februar 1932, død 1. december 2018) var en dansk fodboldspiller fra Vejle Boldklub. Efter sin aktive karriere var han kendt som holdleder på landhold i 1980'erne, hvor Sepp Piontek var landstræner.

## Karriere
Kaj Johansen spillede hele sin karriere som forsvarsspiller i Vejle Boldklub. I en ti-årig periode fra 1951-1961 spillede han 220 kampe, men opnåede aldrig at score et mål. Til gengæld oplevede han mange store triumfer i tiden som VB-spiller. 
Den 22. maj 1952 var Kaj Johansen en del af holdet, der sikrede VB oprykning til 2. division, og den 10. juni 1956 var han med til at spille VB op i 1. division. 
I 1958 kom højdepunktet i karrieren, da VB, med Kaj Johansen i forsvaret, vandt både Danmarksmesterskabet og DBU's landspokalturnering. Triumfen blev fulgt op med endnu en pokalsejr i 1959.

## Karriereoverblik
- Klubber: Vejle Boldklub
- Kampe: 220 (0)
- Oprykning til 2. division
- Oprykning til 1. division